# Cethosia picta
Cethosia picta är en fjärilsart som beskrevs av Felder 1866. Cethosia picta ingår i släktet Cethosia och familjen praktfjärilar. Inga underarter finns listade i Catalogue of Life.